# Spookkathaai
De spookkathaai (Apristurus manis) is een vis uit de familie van Pentanchidae en behoort derhalve tot de orde van roofhaaien (Carcharhiniformes). De vis kan een lengte bereiken van 85 centimeter. 

## Leefomgeving
De spookkathaai is een zoutwatervis. In brakwater is de soort nog nooit aangetroffen. De vis prefereert een diepwaterklimaat en leeft hoofdzakelijk in de Atlantische Oceaan. De diepteverspreiding is 658 tot 1740 meter onder het wateroppervlak.

## Relatie tot de mens
De spookkathaai is voor de visserij van geen belang. In de hengelsport wordt er weinig op de vis gejaagd. 